# سرک (کرج)
سرک (سَرَک) روستایی از توابع بخش آسارا شهرستان کرج در استان البرز ایران است. گویش آبادی سرک گویش قصرانی (تاتی و مخلوطی از طالقانی و مازندرانی) است.

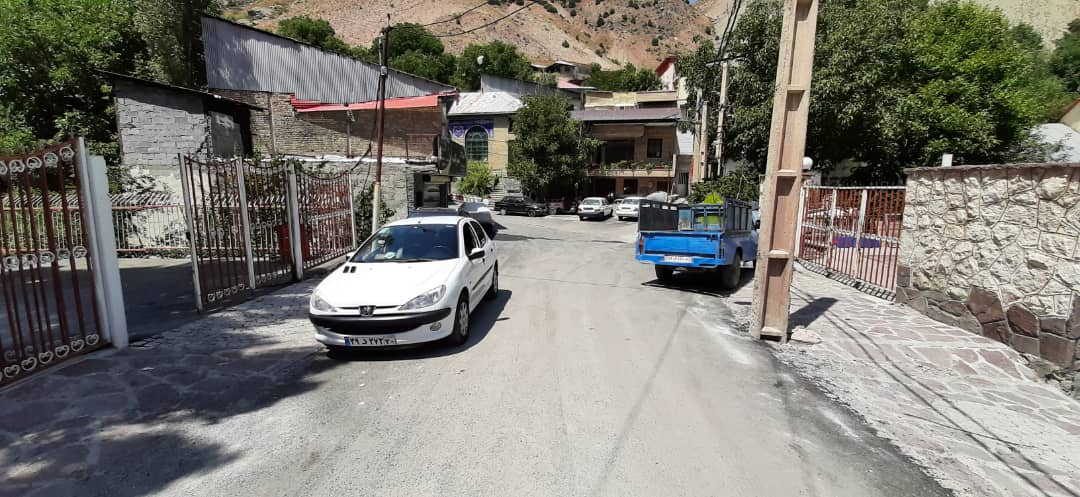
ورودی سرک

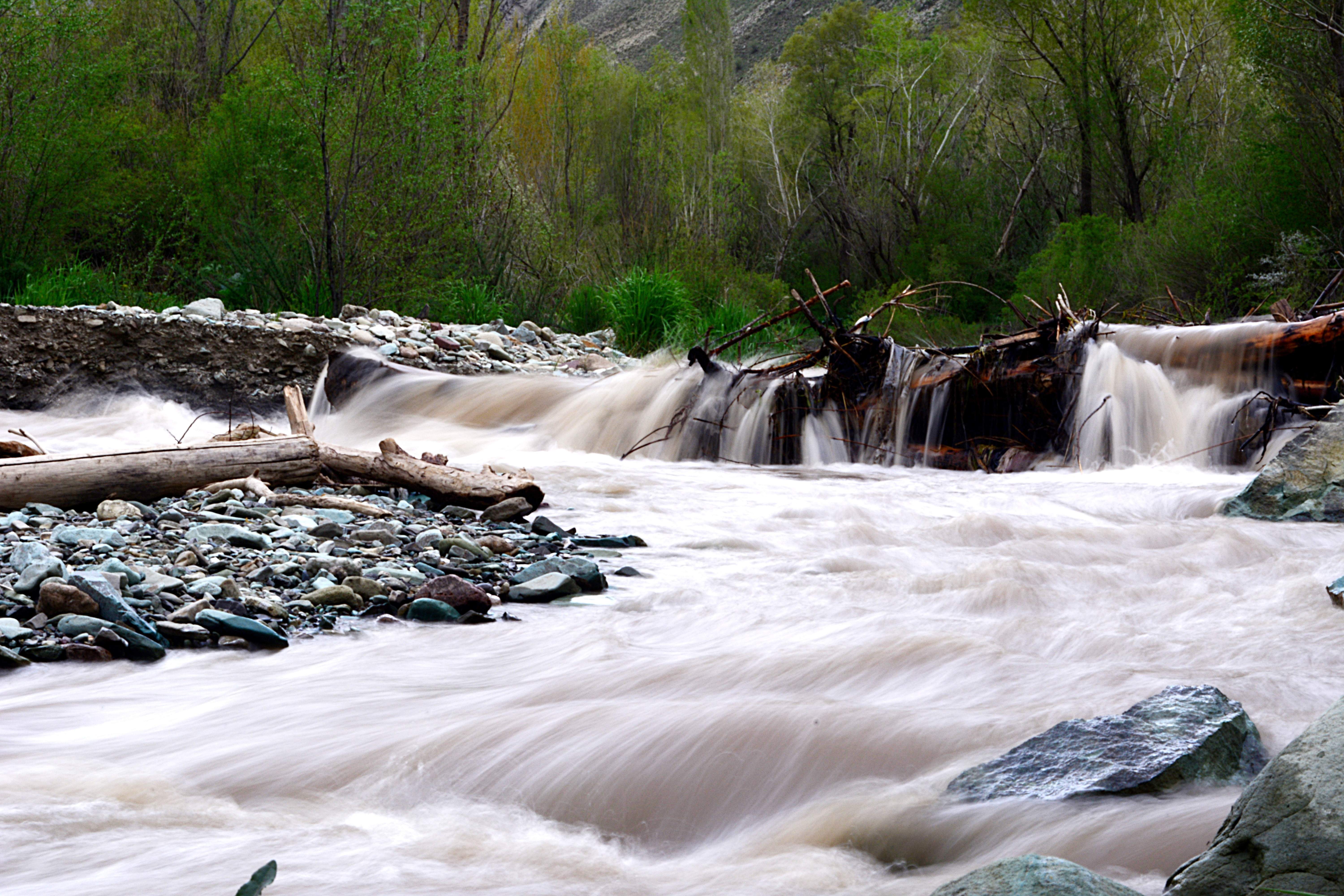
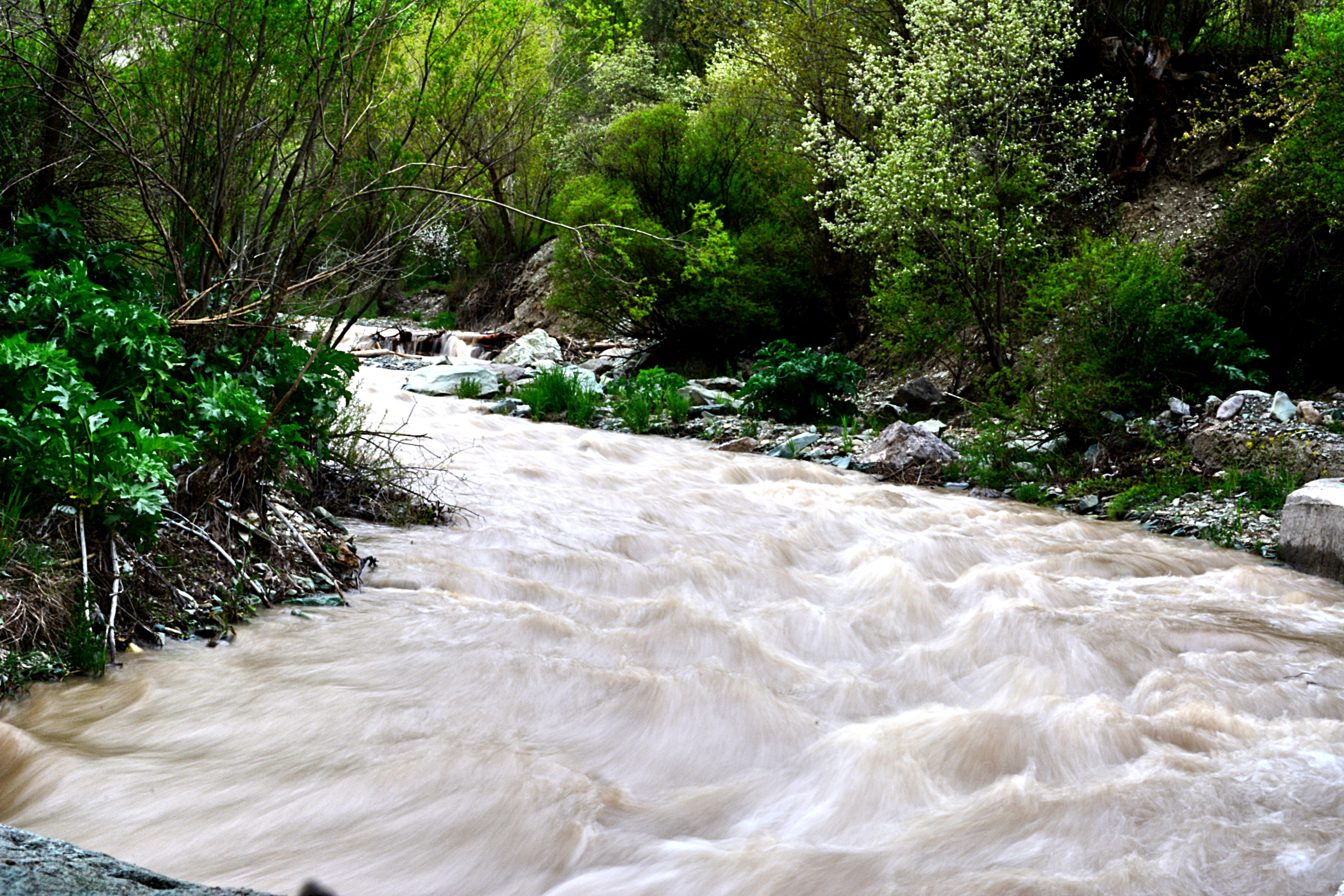
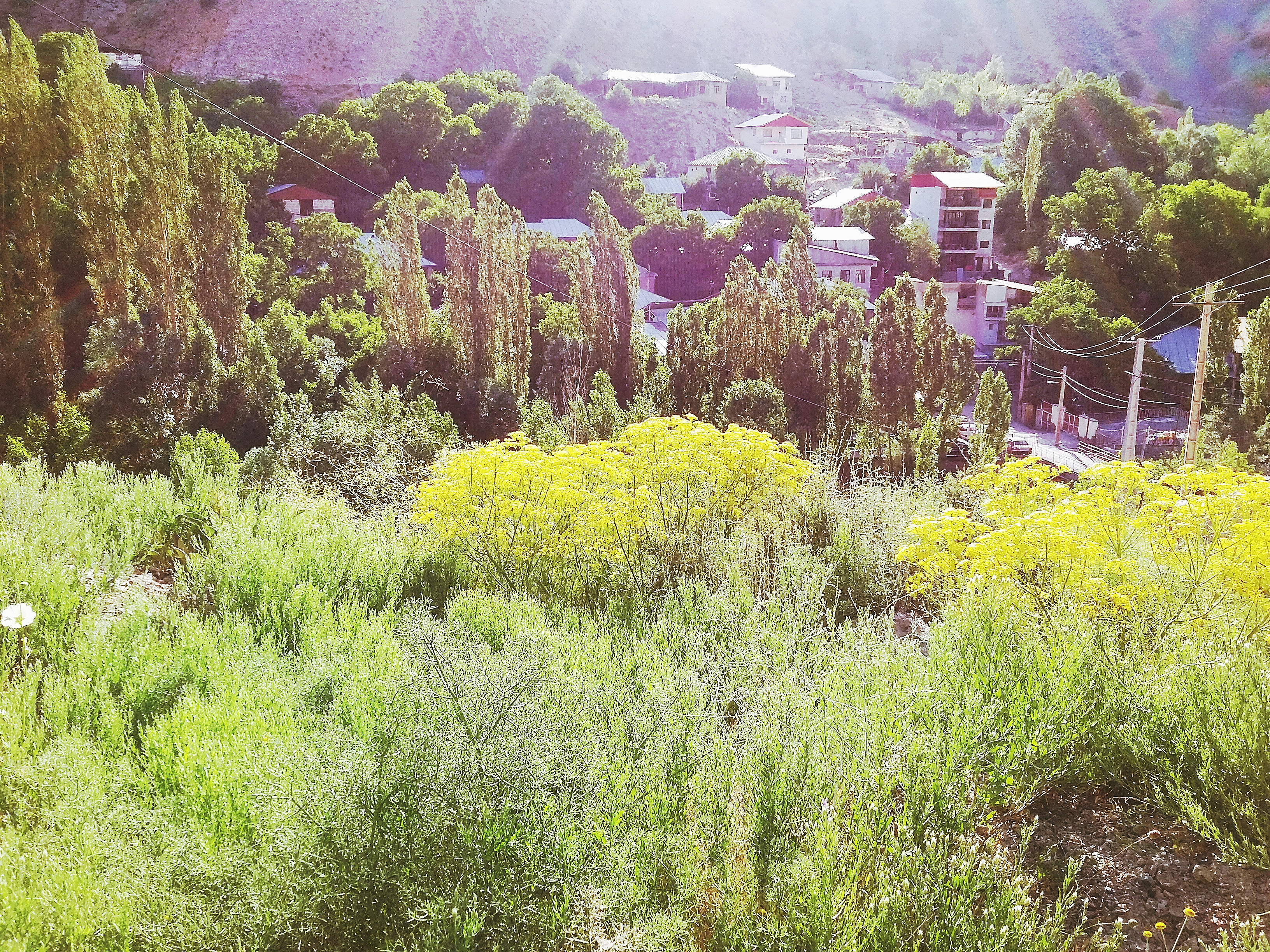
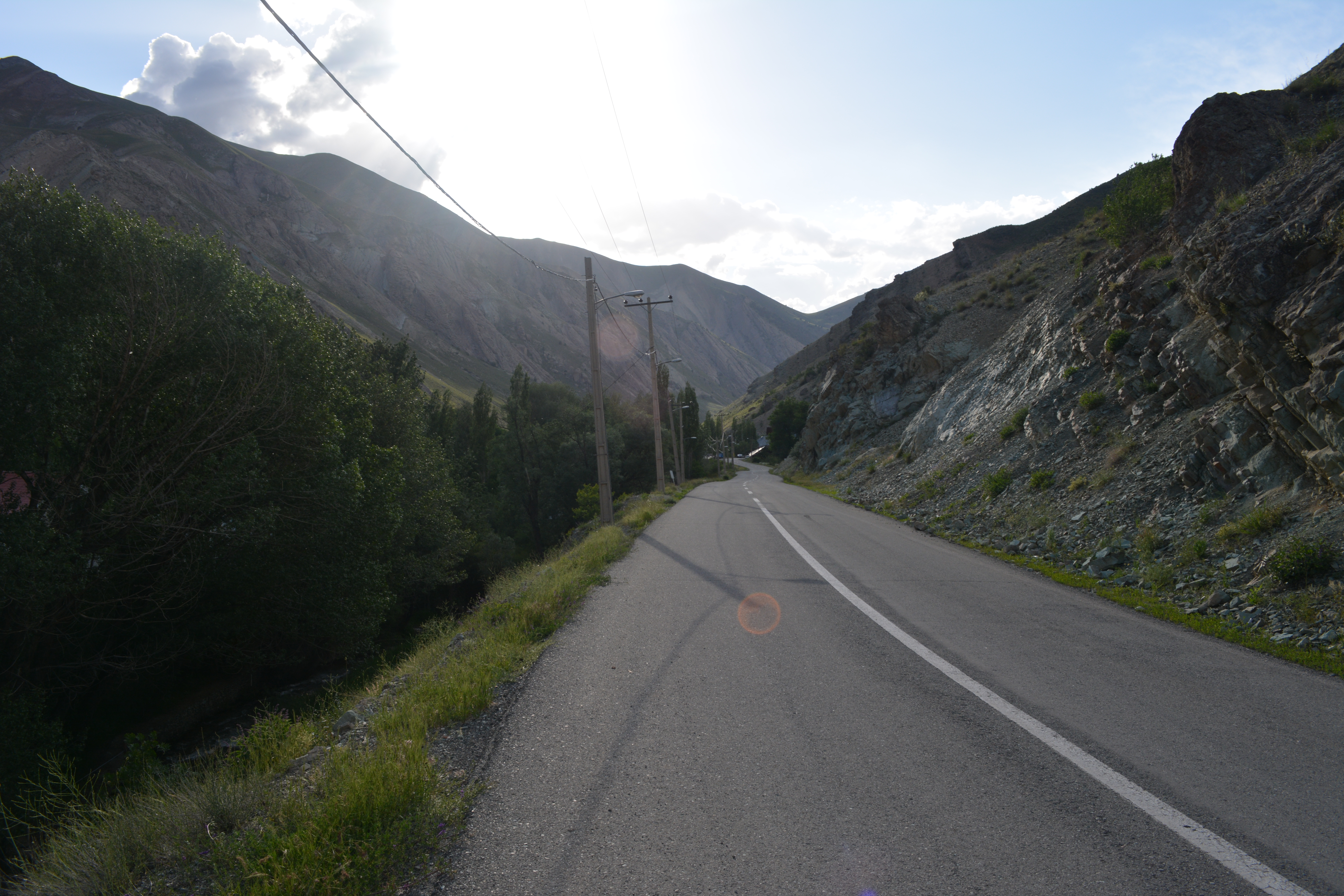

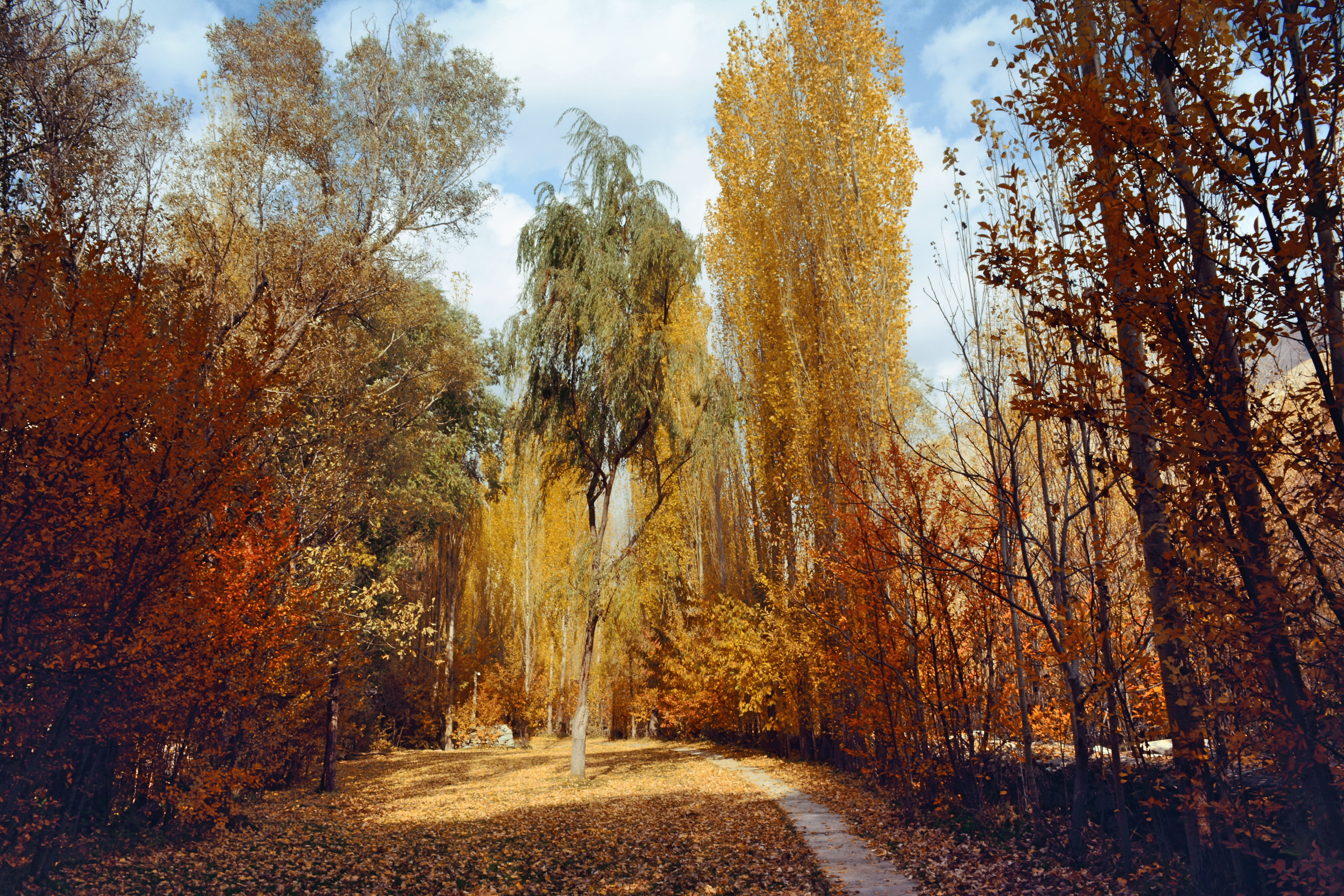
پاییز زیبای روستای سرک

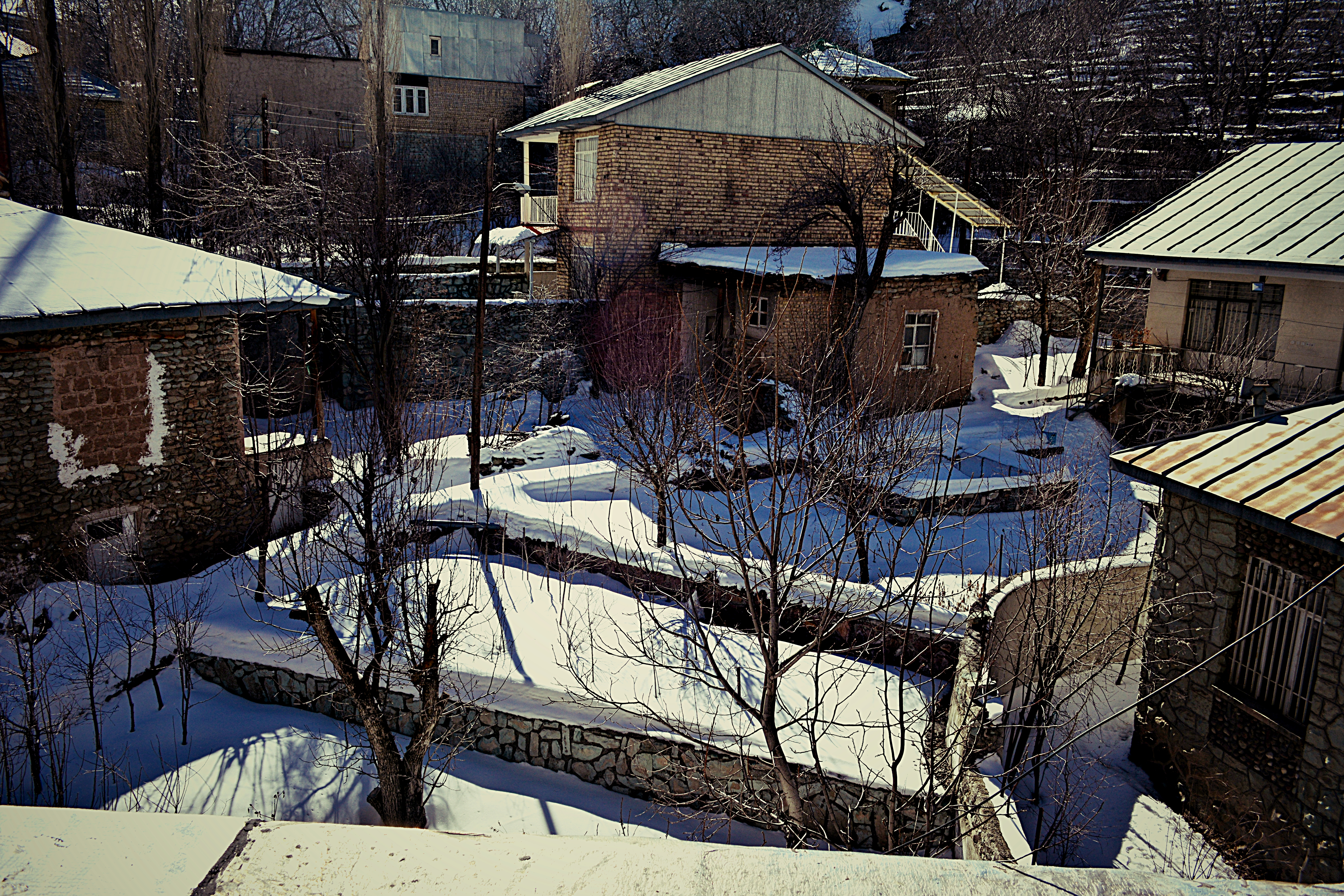
نمای داخل روستای سرک

## موقعییت جغرافیایی
این روستا از روستاهای جاده چالوس می‌باشد.
مسافت این روستا از اول جاده چالوس ۶۰ کیلومتر می‌باشد و قبل از روستای شهرستانک واقع شده‌است.
مسافت تهران از ابتدای آزاد راه تهران - شمال (تقاطع بزرگراه آزادگان و بزرگراه همت) تا این روستا حدود ۳۷ کیلومتر می‌باشد.

## جمعیت
این روستا در دهستان آسارا قرار دارد و براساس سرشماری مرکز آمار ایران در سال ۱۳۸۵، جمعیت آن ۲۹۲ نفر (۸۶خانوار) بوده‌است.

## تاریخچه و دین مردم منطقه
منطقه قصران شامل دو بخش بنام‌های قصران داخل (درونی یا علیا) و قصران خارج (بیرونی یا سفلی) می‌باشد که قصران علیا همان لواسانات تاریخی است که شامل شهرهای لواسان، فشم، میگون، آسارا، شمشک، بخش‌های رودبارقصران، جاجرود و آسارا، شهرستان پردیس، دهستان لواسان کوچک، دهستان لواسان بزرگ، دهستان سیاهرود، شهرستانک، سرک، لورا و دشت لار بوده و مناطق کوهستانی و ییلاقی - تفریحی فراوانی از جمله پیست اسکی شمشک، دیزین و پیست اسکی دربندسر را نیز فراگرفته است. قصران سفلی یا بیرونی همه محدودهٔ شهر تهران، کن، سلوقان، طرشت، شهر شمیران شامل تجریش، جماران، نیاوران، ولنجک و غیره و نواحی مختلف شهر تهران بجز شهرری را در بر می‌گیرد.

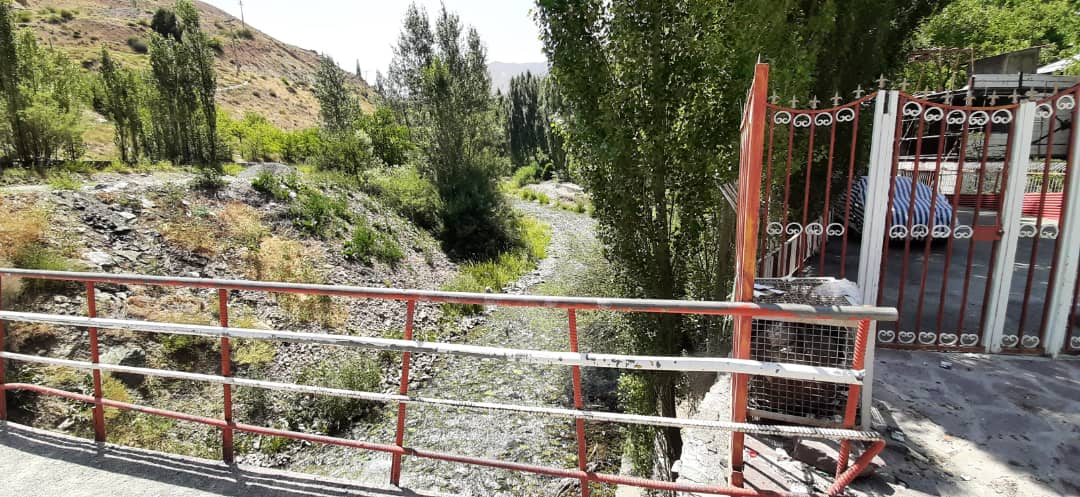
نمای رودخانه شهرستانک از پل سرک

آتشگاه قصران در مرز میان آهار و شهرستانک قرار دارد.
مناظر آبادیهای واقع در سوی خاور به باختر این محل، و همچنین چکاد دماوند از آنجا بسیار زیبا و دیدنی است. دیه‌های شهرستانک و سرک و باغها و مزارع جالب آنها در باختر و دیه آهار و میگون و اوشان و باغهای باصفای آنها در خاور به خوبی دیده می‌شود. در جنوب خاوری آتشگاه در فاصله چهار کیلومتری به خط راست، در میان دره ای خرم و مصفا و باغهای سرسبز فرخ بخش، آثار و بقایا و رسوم و آبادیی کهنه و قدیمی به چشم می‌خورد، که آن را اکنون به سبب خوشی و گوارایی و خنکی آبش «شکراب» نامند، که به شوندهایی که در همین بحث خواهد آمد به عهد باستان به آتشگاه وابسته بوده و «ارنگیز» یا «ارنگیزان» نام داشته‌است؛ و به دوره اسلامی نیز هم‌اکنون بقعه پنج تن از سادات و امامزادگان مدفون در آنجا است.

### دوره پیش از اسلام
با مطالعه متون قدیمی دربارهٔ دین و سیر تحولات آن در منطقه ری و قصران یا تهران و شمیرانات کنونی ، در می‌یابیم که ساکنان نخستین این پهنه در آغاز ، ظاهراً آتش ، آسمان ، باد و … و نظیر آن را مقدس می‌شمردند و خدایی را که مظهر هر یک از آنان بوده می‌پرستیدند ، پس از آن نشانه‌هایی از ایمان ساکنان ری و قصران به < اهورامزدا > وجود دارد. پیش از ظهور زرتشت ، مردمان این ناحیه پیرو آیین مغان که خاستگاه آن از همین پهنه بوده‌است بوده اند. از زمان مادها و هخامنشیان که مغان آیین زرتشت را پذیرفتند ، این دین در نواحی ری ، قصران و دماوند رواج یافت. در سراسر این دوره تا دوره اسلامی دین مردمان مناطق ری ، قصران و دماوند دین زرتشت بود. در مورد زمان زندگی زرتشت نظرات مختلفی ابراز شده اما در مورد قصران وجود قبرستان قیطریه ، آهار و ایگل متعلق به ۳ هزار سال پیش نشان می‌دهد ظهور زرتشت بعد از قرن نهم پیش از میلاد بوده ، چون در زمان زرتشت مرده را به خاک نمی‌سپردند ، در حالی که می‌دانیم دین مردمان این منطقه زرتشتی بوده و قبرستان‌ها متعلق به ۳ هزار سال پیش ، که می‌بایست دین زرتشت نیز قبل از این عدد بوده باشد. در زمان اسکندر و جانشینانش < سلوکیان > دین مردم زرتشتی بوده اما این دین مورد بی‌توجهی و بی اعتنایی حاکمان جدید قرار گرفت. اجرای احکام آن سست شد و کانون آتشکده‌ها رو به خاموشی گذاشت.
این امر در مورد ری و پیرامون آن که مرکز مغان و رهبران مذهبی بود ، شدت بیشتری داشت. در زمان اشکانیان نیز دین به صورت سابق بود و رونقی پیدا نکرد، تا اینکه در زمان ساسانیان ، آیین زرتشت ، دین رسمی کشور شد ، که ری و مناطق پیرامون آن از اهمیت خاصی برخوردار شد. در آغاز این دوره دین زرتشت در سراسر ناحیه قصران رونق فراوانی داشت و از بین ایزدان ، ایزد ناهید با اعتقادی خاص مورد تقدس و تکریم بود. بطوری که در کوشه و کنار این نواحی بناهای دینی به وجود آمده ، مانند آتشگاه قصران (قلعه دختر ، قصر دختر ، قزل ماما ، و دیگر موارد) بین آهار و شهرستانک که بنای نیمه ویران آن هنوز پا برجاست ، خاتون بارگاه بر فراز کوهی به همین نام در گرمابدر ، قلعه هفت دختران و قلعه ای در کمردشت لار و بنایی در شمال ری در دامنه کوه سه‌پایه در قصران خارج که اکنون به نام بقه بی بی شهربانو شهرت دارد منتسب به ایزد بانوی ناهید هستند.

### دوره اسلامی و پس از آن
همان‌طور که در سطرهای پیش اشاره شد ، اصولاً پهنه قصران در تحولات و حوادث سیاسی تابع جریان‌هایی بوده‌است برای ری و دماوند نیز پیش می‌آمد. اما در مورد پذیرش اسلام تفاوت بین ری و قصران خارج با داخل دیده می‌شود. بطوری که پس از تصرف ری توسط نعیم بن مقرن در سال ۲۲ هجری ابتدا مردم ری مانند ذمیان (اهل ذمه) پرداخت جزیه و خراج را پذیرفتند ، کم‌کم با گذشت زمان و رواج بیشتر اسلام در ری ، رفته رفته آبادی‌های واقع در قصران خارج یکی پس از دیگری به دین اسلام درآمدند. اما در قصران داخل وضع به گونه دیگری بود بطوری که دین زرتشت حتی به هنگام افول در ری و قصران خارج در قصران داخل از رونق فراوانی برخوردار بود و تا مدت‌ها اسلام در بسیاری از نقاط کوهستانی البرز راه نیافت و فقط مردم جزیه و خراج به حاکم مسلمان پرداخت می‌کردند. از قرن سوم قدرت مازیار در نواحی کوهستانی طبرستان ، رویان ، دماوند ، قصران فزونی گرفت و مأمون حکومت مناطق کوهستانی را به او سپرد و نام اسلامی محمد را برای او برگزید. چون پذیرش اسلام از طرف مازیار سوری و مصلحتی بود در زمان او دین زرتشت پابرجا و آتشکده‌ها فروزان بود. بعد از آن طاهریان بر این منطقه مسلط شدند ، در زمان طاهر بن عبدالله پاره ای از اتشکده‌ها خاموش شد. با روی کار آمدن علویان به خواسته بزرگان محلی ، حسن بن زید علوی در سال ۲۵۰ هجری برای دعوت مردم به اسلام به نواحی دماوند و فیروز کوه و قصران رفت ، مردم ضمن پذیرش اسلام با او بیعت کردند.